# Nivi Olsen
Nivi Olsen (* 29. August 1985) ist eine grönländische Politikerin (Demokraatit).

## Leben
Ihr Vater ist der Kommunalpolitiker Bernhardt Olsen. Sie hat zwei Kinder. Nivi Olsen war von 2007 bis 2009 Ministersekretärin im Finanzministerium. Danach war sie ein Jahr Arbeitskonsulentin der Qaasuitsup Kommunia und anschließend bis 2012 Rohstoffkonsulentin ebenda. Von 2012 bis 2014 unterrichtete sie am Niuernermik Ilinniarfik. 2014 machte sie ihren Abschluss als Kandidat in Gesellschaftswissenschaften am Ilisimatusarfik.
Sie kandidierte erstmals bei der Parlamentswahl 2014. Dort erhielt sie auf Anhieb 1428 Stimmen, die viertmeisten aller Kandidaten und die meisten ihrer Partei. Anschließend wurde sie zur Ministerin für Kultur, Bildung und Kirche im Kabinett Kielsen I ernannt. Bei einer kleineren Umstrukturierung erhielt sie im November 2015 zusätzlich das Ressort Forschung. Im Januar 2016 kündigte sie an, sich um den Parteivorsitz als Nachfolgerin des zurückgetretenen Anda Uldum zu bewerben, revidierte dies aber wenige Tage später wieder. Im Oktober 2016 wurde die Regierung aufgelöst und durch das Kabinett Kielsen II ersetzt, in dem die Demokraatit nicht mehr vertreten waren. Bei der Kommunalwahl 2017 erhielt sie 467 Stimmen und wurde zur Vizebürgermeisterin der Kommuneqarfik Sermersooq ernannt.
Bei der Parlamentswahl 2018 erhielt sie 874 Stimmen und damit erneut einen Platz im Inatsisartut. Im Juni 2018 zog sie von Nuuk nach Qeqertarsuaq, gab somit ihren Sitz im Kommunalrat zeitweise auf, den Michael Rosing einnahm. Sie kandidierte bei der Folketingswahl 2019 und erhielt die viertmeisten Stimmen aller Kandidaten, womit sie einen Sitz im Folketing verpasste. Im Juli 2019 wurde sie als Nachfolgerin von Randi Vestergaard Evaldsen interim Parteivorsitzende der Demokraatit für den beurlaubten und später zurückgetretenen Niels Thomsen, bevor sie im Juni 2020 von Jens Frederik Nielsen abgelöst wurde. Sie wurde jedoch organisatorische Vizevorsitzende.
Bei der Parlamentswahl 2021 wurde sie mit 501 Stimmen erneut ins Inatsisartut gewählt. Bei der Kommunalwahl 2021 erreichte sie den ersten Nachrückerplatz in der Avannaata Kommunia.
Bei der Parlamentswahl 2025 erhielt sie die drittmeisten Stimmen ihrer Partei und verteidigte ihren Sitz im Inatsisartut. Im Anschluss wurde sie erneut zur Ministerin für Bildung, Kultur, Sport und Kirche im Kabinett Nielsen ernannt. Bei der Kommunalwahl kurz darauf wurde sie in den Rat der Kommuneqarfik Sermersooq gewählt.